# Nicola Pagliuca
Nicola Giovanni Pagliuca (Melfi, 24 giugno 1961) è un politico italiano.

## Biografia
Laureato in scienze economiche e bancarie presso l'Università degli Studi di Siena, Pagliuca inizia la sua attività politica nel 1996, quando è eletto alla Camera dei deputati per il Polo per le Libertà, nel collegio uninominale di Melfi, sconfiggendo con il 50,52% il candidato di centrosinistra Giuseppe Di Lello Finuoli, ex magistrato ed esponente di Rifondazione Comunista, presentatosi con il simbolo dei Progressisti.
Dal 1997 al 1999 è responsabile nazionale del movimento giovanile di Forza Italia; dal 1999 al 2002 è coordinatore regionale del partito in Basilicata.
Dal 1997 al 2000 è inserito in due Commissioni Parlamentari e ricopre contemporaneamente il ruolo di Sindaco della città di Melfi.
Nel 2000, quando manca un anno alla fine della legislatura e due anni dalla fine del mandato di sindaco, si dimette dal Parlamento e da Sindaco di Melfi, e si candida come presidente alle elezioni regionali in Basilicata del 2000, sostenuto dallo schieramento di centrodestra. Con il 35,07%, viene sconfitto dal candidato del centrosinistra Filippo Bubbico che ottiene il 63,16%; diviene capogruppo dell'opposizione in Consiglio Regionale.
Nel 2001 si ripresenta candidato alla Camera dei deputati nel collegio uninominale di Melfi, ma questa volta ottiene solo il 35,49%, e viene sconfitto dal candidato dell'Ulivo Mario Lettieri.
Nel 2006 e nel 2008 si candida al Senato della Repubblica, nella circoscrizione di Basilicata (col sistema proporzionale), ma non risulta eletto.
Dopo lo scioglimento di Forza Italia, Pagliuca aderisce al Popolo della Libertà, per il quale si candida ancora una volta a presidente della Regione Basilicata alle elezioni regionali in Basilicata del 2010, ma viene superato dal presidente uscente Vito De Filippo, leader della coalizione del PD. In campagna elettorale Pagliuca viene criticato dal candidato presidente Magdi Allam, che lo accusa di consociativismo con il centrosinistra, poiché la giunta regionale uscente aveva nominato il fratello quale presidente del collegio sindacale dell'Acquedotto Lucano.
Alle elezioni politiche del 2018 è candidato alla Camera dei Deputati nel collegio uninominale di Matera per la coalizione di centro-destra, ma non viene eletto.